# Prix Haimo
Pour les articles homonymes, voir Haimo.
Les Prix Haimo (Deborah and Franklin Tepper Haimo Awards for Distinguished College or University Teaching of Mathematics) sont des prix décernés par la Mathematical Association of America visant à reconnaître des enseignants du secondaire ou de l'université « qui ont été largement reconnus comme ayant un extraordinaire succès et dont l'efficacité de l'enseignement a été montrée pour avoir eu de l'influence au-delà de leurs propres institutions ». Les prix Haimo sont la distinction la plus élevée pour l'enseignement accordée par la Mathematical Association of America. Les prix, décernés à partir de 1991, ont été renommés les Haimos en 1993. Jusqu'à trois prix sont remis chaque année. Les prix portent le nom de la mathématicienne Deborah Tepper Haimo (1921-2007)

## Lauréats
Les lauréats reçoivent 1 000 $ et un certificat ; ils doivent par ailleurs être membres de l'association et enseigner aux Etats-Unis ou au Canada.
- 2024 : Candice Renee Price, Jan Rychtář, et Malena Español
- 2023 : Carol S. Schumacher, Sarah C. Koch, et Adriana Salerno
- 2022 : Pamela E. Harris, Darren Narayan et Robin Wilson
- 2021 : Dave Kung, David Austin et Elaine Kasimatis (en)
- 2020 : Federico Ardila (en) (Université d'État de San Francisco ; Université des Andes), Mark Tomforde (en) (Université de Houston) ; Suzanne Weekes (Worcester Polytechnic Institute).
- 2019 : Suzanne Dorée (Augsburg College) ; Carl Lee (Central Michigan University) ; Jennifer Switkes (en) (Université d'État polytechnique de Californie à Pomona)
- 2018 : Gary Gordon (Lafayette College) ; Hortensia Soto (en) (University of Northern Colorado) ; Ronald Taylor, Jr. (Berry College).
- 2017 : Janet Barnett (Colorado State University-Pueblo)[1] ; Caren Diefenderfer (en) (Hollins University) ; Tevian Dray (en) (Oregon State University).
- 2016 : Satyan Devadoss (en) (Williams College) ; Tyler Jarvis (Brigham Young University) ; Glen Van Brummelen (Quest University).
- 2015 : Judith Covington (en) (LSU-Shreveport) ; Brian Hopkins (St. Peter's University) ; Shahriar Shahriari (Pomona College).
- 2014 : Carl Lee (Université du Kentucky) ; Gavin LaRose (University of Michigan) ; Andrew Bennett (Kansas State University);
- 2013 : Matthias Beck (San Francisco State University) ; Margaret M. Robinson (Mount Holyoke College) ; Francis Su (Harvey Mudd College).
- 2012 : Matthew DeLong (Taylor University) ; Susan Loepp (en) (Williams College) ; Cynthia Wyels (en) (California State University Channel Islands).
- 2011 : Erica Flapan (Pomona College) ; Karen Rhea (en) (University of Michigan) ; Zvezdelina Stankova (Mills College).
- 2010 : Curtis Bennett (Loyola Marymount University) ; Michael Dorff (en) (Brigham Young University) ; Allan J. Rossman (Cal Poly, San Luis Obispo).
- 2009 : Michael Bardzell (Salisbury University) ; David Pengelley (New Mexico State University) ; Vali Siadat (en) (City Colleges of Chicago).
- 2008 : Annalisa Crannell (Franklin and Marshall) ; Kenneth I. Gross (University of Vermont) ; James Morrow (University of Washington).
- 2007 : Jennifer Quinn (Occidental College) ; Michael Starbird (en) (University of Texas) ; Gilbert Strang (Massachusetts Institute of Technology).
- 2006 : Jacqueline Dewar (Université Loyola Marymount) ; Keith Stroyan (en) (University of Iowa) ; Judy Walker (University of Nebraska).
- 2005 : Gerald Alexanderson (Université de Santa Clara) ; Aparna Higgins (en) (University of Dayton) ; Deborah Hughes Hallett (University of Arizona).
- 2004 : Thomas Garrity (Williams College) ; Andy Liu (University of Alberta) ; Olympia Nicodemi (SUNY at Geneseo).
- 2003 : Judith Grabiner (Pitzer College) ; Ranjan Roy (Beloit College) ; Paul Zeitz (en) (University of San Francisco).
- 2002 : Dennis DeTurck (University of Pennsylvania) ; Paul Sally, Jr. (University of Chicago) ; Edward Spitznagel, Jr. (Washington University)[2].
- 2001 : Edward Burger (en) (Williams College) ; Evelyn Silvia (en) (University of California at Davis) ; Leonard F. Klosinki (Santa Clara University).
- 2000 : Arthur T. Benjamin (Harvey Mudd College) ; Donald S. Passman (en) (University of Wisconsin, Madison) ; Gary W. Towsley (State University of New York at Geneseo).
- 1999 : Joel Brawley (en) (Clemson University) ; Robert W. Case (Northeastern University) ; Joan Hutchinson (Macalester College).
- 1998 : Colin Adams (en) (Williams College) ; Rhonda Hatcher (en) (Texas Christian University) ; Rhonda Hughes (Bryn Mawr College).
- 1997 : Carl C. Cowen (Purdue University) ; Carl Pomerance (University of Georgia) ; T. Christine Stevens (Saint Louis University).
- 1996 : Thomas F. Banchoff (Université Brown) ; Edward M. Landesman (Univ. of California-Santa Cruz) ; Herbert Wilf (Univ. de Pennsylvanie).
- 1995 : Robert L. Devaney (en) (Université de Boston) ; Lisa Mantini (en) (Oklahoma State University) ; David S. Moore (en) (Université Purdue).
- 1994 : Paul R. Halmos (Santa Clara University) ; Justin Jesse Price (en) (Purdue University) ; Alan Tucker (en) (State University of New York at Stony Brook).
- 1991 à 1993 : Joseph Gallian (en) (University of Minnesota-Duluth) ; Robert V. Hogg (en) (University of Iowa) ; Anne Lester Hudson (en) (Armstrong State College) ; Frank Morgan (en) (Williams College) ; V. Frederick Rickey (en) (Bowling Green State University) ; Doris Schattschneider (Moravian College) ; Philip D. Straffin, Jr. (Beloit College).